# پاتریز ایلگ
پاتریز ایلگ (آلمانی: Patriz Ilg؛ زادهٔ ۵ دسامبر ۱۹۵۷) دونده اهل آلمان است.
وی در مسابقات کشوری و بین‌المللی در مجموع برندهٔ ۲ مدال طلا، ۱ مدال نقره، ۱ مدال برنز شده‌است.